# Teilurteil
Ein Teilurteil kann gemäß § 301 der deutschen Zivilprozessordnung (ZPO) vom Gericht erlassen werden, wenn von mehreren in der Klage geltend gemachten Ansprüchen nur einer zur Entscheidung reif ist oder nur über einen Teil eines Anspruchs entschieden werden kann. Es ist ein Endurteil hinsichtlich des entschiedenen Teils, im Gegensatz zum Beispiel zum Zwischenurteil über den Grund gemäß § 304 ZPO. Das Teilurteil kann daher mit Rechtsmitteln (Berufung oder Revision) angegriffen werden und selbständig in Rechtskraft erwachsen.
Das Gericht ist selbst bei Vorliegen der Voraussetzungen zum Erlass eines Teilurteils nicht verpflichtet: Ein Teilurteil unterbleibt, wenn es das Gericht nach Lage der Sache nicht für angemessen hält: § 301 Abs. 2 ZPO.